# Öja (plaats)
Öja is een plaats in de gemeente Ystad in het Zweedse landschap Skåne en de provincie Skåne län. De plaats heeft 63 inwoners (2005) en een oppervlakte van 6 hectare.

## Geboren
- Axel Pehrsson-Bramstorp, voormalig premier van Zweden